# Pepee
Ne doit pas être confondu avec Pépée.
 (février 2016).
Si vous disposez d'ouvrages ou d'articles de référence ou si vous connaissez des sites web de qualité traitant du thème abordé ici, merci de compléter l'article en donnant les références utiles à sa vérifiabilité et en les liant à la section « Notes et références ».
Pepee est une série télévisée d'animation turque créée par Ayşe Şule Bilgiç.

## Personnages Principaux
- Pepee : Le personnage principal. C'est un petit garçon qui aime beaucoup jouer et découvrir de nouvelles choses. Il porte toujours des vêtements bleus dont un chapeau. Ses copains sont Şila, Zulu, et Şuşu.

- Şuşu :

- Şila :

- Zulu :

## Diffusion internationale
| Country / Region    | Channel                               | Series premiere | Title in country |
| ------------------- | ------------------------------------- | --------------- | ---------------- |
| Azerbaïdjan         |                                       |                 | Pepee            |
| Allemagne           |                                       |                 | Pepee            |
| Kazakhstan          |                                       |                 | Pepee            |
| Émirats arabes unis |                                       |                 | Pepee            |
| Turquie             | TRT Çocuk (2008-2013) Show TV (2014-) | June 6, 2008    | Pepee            |